# 紀之川
紀之川（日语：／ Kinokawa */?）是流經奈良縣與和歌山縣的一條一級水系河流。在奈良縣内被叫做吉野川（／），在和歌山縣内被叫做紀之川，而在河川法中則名為「紀之川」。此河川發源於奈良縣與三重縣交界處的大台原，在和歌山市注入紀伊水道。